# Capparaceae
Capparaceae is een botanische naam, voor een familie van tweezaadlobbige planten. De naam wordt ook wel Capparidaceae geschreven. Taalkundig en historisch is het laatste te prefereren, maar in de ICBN is de eerste spelling vastgelegd. De Nederlandse naam is kappertjesfamilie (vanwege de "kappertjes" van Capparis spinosa).
Deze familie is erkend door praktisch alle systemen voor plantentaxonomie die ooit bestaan hebben. In het Cronquist systeem (1981) bestond zelfs de orde Capparales. Wel heeft de familie altijd een wat onzekere grootte gehad aangezien sommige taxonomen allerlei kleine families invoegen dan wel afsplitsen.
Het APG II-systeem (2003) erkent de familie echter niet en plaatst de betreffende planten in de familie Cruciferae oftewel Brassicaceae. Daarentegen erkennen de APWebsite [22 augustus 2006] en het APG III-systeem (2009) de familie weer wel, alhoewel daarbij een deel van de vroegere familie wordt afgesplitst als de nieuwe familie Cleomaceae. Op grond van de nu bekende gegevens moeten, vanuit plantensystematische overwegingen (lees: cladistiek), de planten die traditioneel de families Cruciferae en Capparaceae vormen worden ingedeeld in hetzij samen één familie, hetzij drie aparte families, nooit in twee families. APG II kiest voor één familie, de website en APG III voor drie families.